# Gruppo S

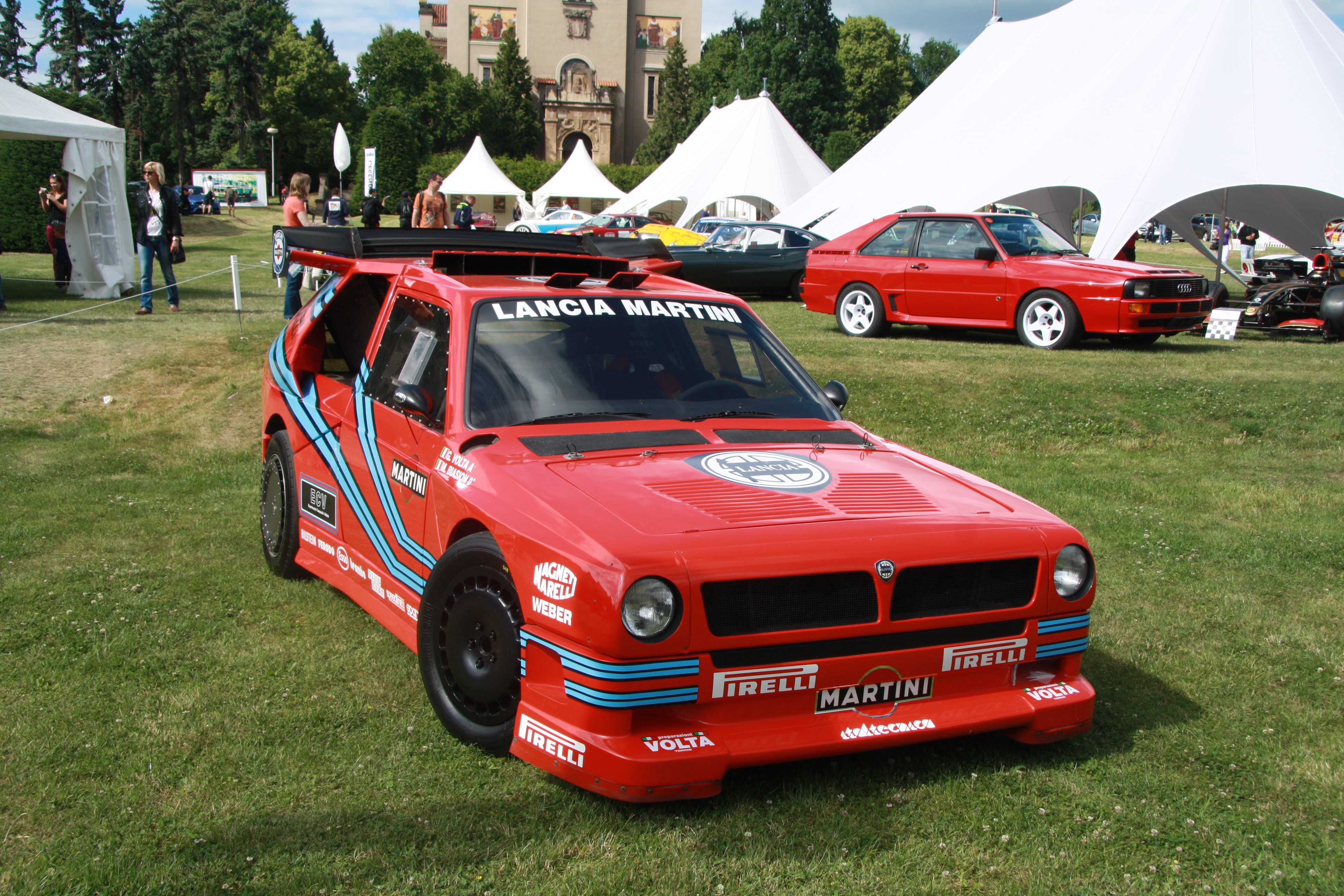
La Lancia ECV, prototipo capostipite delle Gruppo S

Nell'ambito degli sport motoristici gestiti dalla allora FISA, il Gruppo S (Gruppo Speciale Rally) era una classificazione di vetture proposta per le competizioni di rally, concepita per sostituire le vetture di Gruppo B a partire dal campionato mondiale 1988.
Il regolamento di questa categoria non andò molto oltre lo stadio di bozza, poiché il Gruppo S venne cancellato immediatamente dopo l'incidente mortale avvenuto al Tour de Corse 1986, dove persero la vita Henri Toivonen e Sergio Cresto.

## Contesto
Le prime discussioni sul Gruppo S iniziarono nell'estate del 1985: nelle intenzioni della Federazione, la nuova categoria avrebbe dovuto sostituire il Gruppo B nei rally di più alto livello a partire dal 1988.
Inizialmente la nuova categoria era stata concepita per stimolare l'ingresso nei rally di un maggior numero di case costruttrici, permettendo loro di realizzare vetture futuristiche, veri e propri prototipi tecnologici da costruire, al fine dell'omologazione, in soli 10 esemplari da corsa (senza l'onere di dover necessariamente produrre, come nel Gruppo B, una piccola serie di 200 esemplari stradali). Le prestazioni delle vetture Gruppo S sarebbero state limitate tramite flange consentendo ai motori di sviluppare una potenza massima di 300 CV.
La normativa tecnica proposta aveva suscitato interesse, tanto che alcune case automobilistiche avevano cominciato la preparazione dei prototipi, ma dopo i tragici eventi nel corso del campionato del mondo rally 1986 – culminati con la morte del pilota Henri Toivonen e del suo navigatore Sergio Cresto, periti nel rogo della loro Lancia Delta S4 al Tour de Corse – la FISA decise per un drastico ridimensionamento dei suoi piani, abbandonando l'idea dei prototipi, a favore di più convenzionali vetture derivate dalla serie: perciò il Gruppo A divenne la categoria di vertice nei rally a partire dal 1987.

## Regolamentazione
La regolamentazione proposta per il Gruppo S era la seguente:
- Omologazione: dieci esemplari (una sola omologazione all'anno, riservata ai maggiori costruttori)
- Dimensioni massime: 4,5 m x 1,9 m
- Peso minimo: 1000 kg in assetto da gara, senza piloti
- Diametro massimo delle ruote: 16"
- Larghezza massima pneumatici: 18" per lato (somma di anteriore e posteriore)
- Crash test obbligatorio
- Roll-bar tassativamente in acciaio
- Aerodinamica: vietati dispositivi mobili e appendici sporgenti dalla carrozzeria
- Motore: massimo 6 cilindri; massima cilindrata 2400 cm³ (aspirato) o 1200 cm³ (motore sovralimentato), con restrittori all'aspirazione per limitare la potenza a 300 CV

## Vetture Gruppo S
Ecco la lista delle vetture che avrebbero dovuto partecipare dal 1987 nel Campionato Mondiale Rally, che già ufficialmente erano iscritte o dovevano ancora essere presentate.

### Lancia ECV
La Lancia ECV era già stata presentata nel corso del campionato 1986, quando nei rally esistevano ancora le auto del Gruppo B.

#### ECV1
La ECV (o ECV1) era stata progettata per correre nel campionato mondiale 1987, ed è considerata la capostipite nella classe delle Gruppo S. Disponeva di un motore 4 cilindri in linea posto in posizione centrale longitudinale che erogava 600 CV e 8000 giri/min alimentato da 2 turbocompressori KKK e raffreddati da 2 intercooler. Il telaio della ECV era una struttura a cellula in fibra di carbonio dal peso molto ridotto (l'intera macchina raggiungeva i 900 kg), inoltre la ECV aveva un cambio manuale a 5 rapporti e 4 ruote motrici. Quest'auto era in grado di raggiungere una velocità massima di 230 km/h. L'unico esemplare della vettura fu evoluto nella successiva ECV2.

#### ECV2
Nel 1986 la Lancia aveva cominciato a produrre anche l'evoluzione da utilizzare negli anni successivi al 1987, dove già era iscritta la Delta ECV. L'erede della ECV sarebbe stata la Delta ECV2, che era più potente nonostante avesse la stessa meccanica della versione precedente, che erogava 680 CV e 8000 giri/min e lo stesso telaio. Pesava  900 kg e raggiungeva i 230 km/h di velocità massima  come la ECV, ma scattava da 0–200 km/h in soli 9,5 secondi. Anche quest'auto non fu mai utilizzata per gareggiare nel mondiale a causa delle regole della FISA imposte alla fine della stagione 1986.

### Toyota MR2 222D

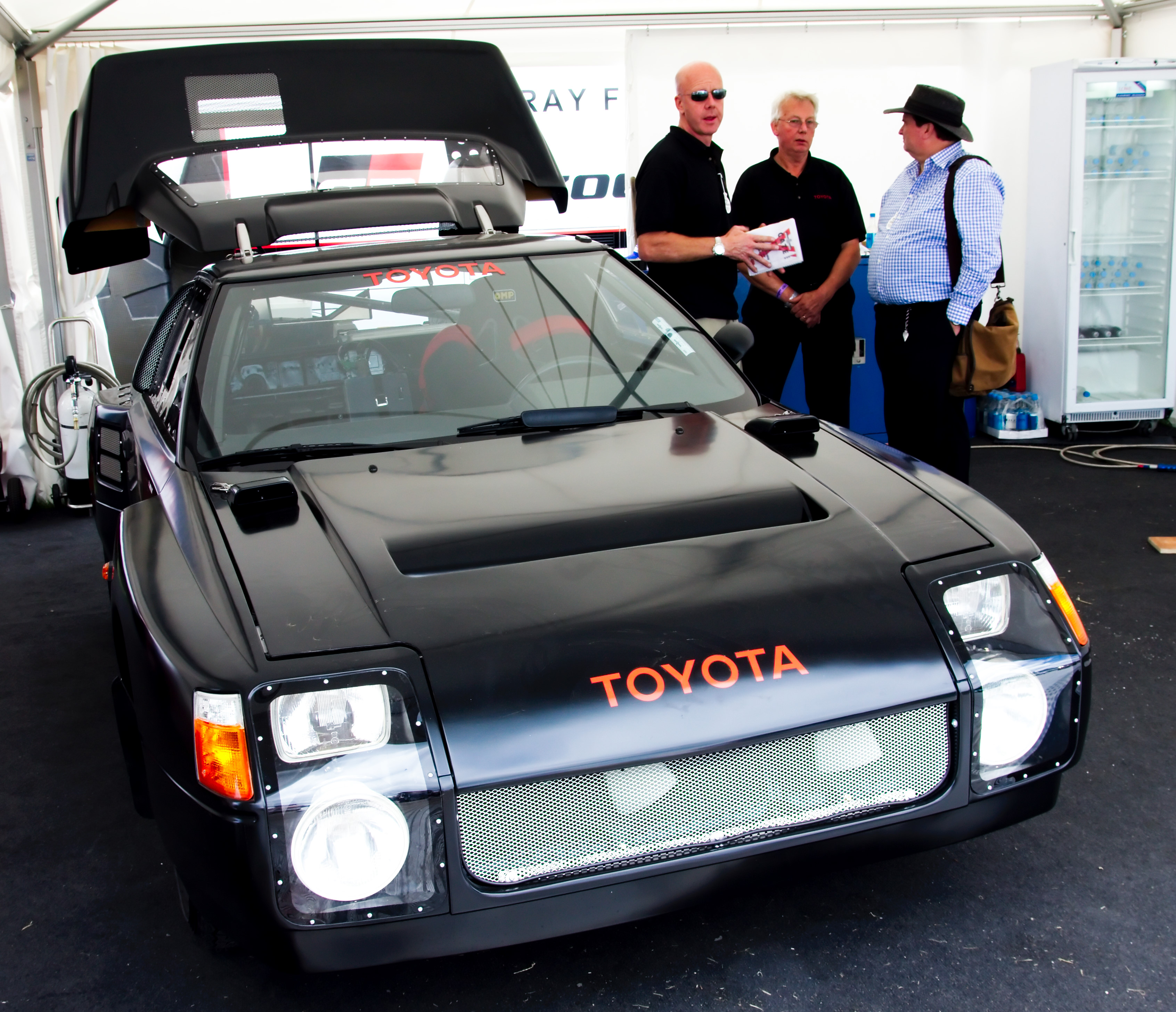
Toyota MR2

Il progetto della Toyota fu iniziato verso la fine del 1985 per poter poi partecipare al mondiale del 1987. La nuova MR2 222D montava un motore centrale 4 cilindri in linea che erogava fino a 600 CV, scaricati a terra mediante 4 ruote motrici. Della MR2 222D furono prodotti solo due esemplari: uno con motore centrale trasversale e l'altro con motore centrale longitudinale. La vettura non gareggiò mai causa soppressione del gruppo B ed S nel 1986.

### Audi Sport quattro

#### S2

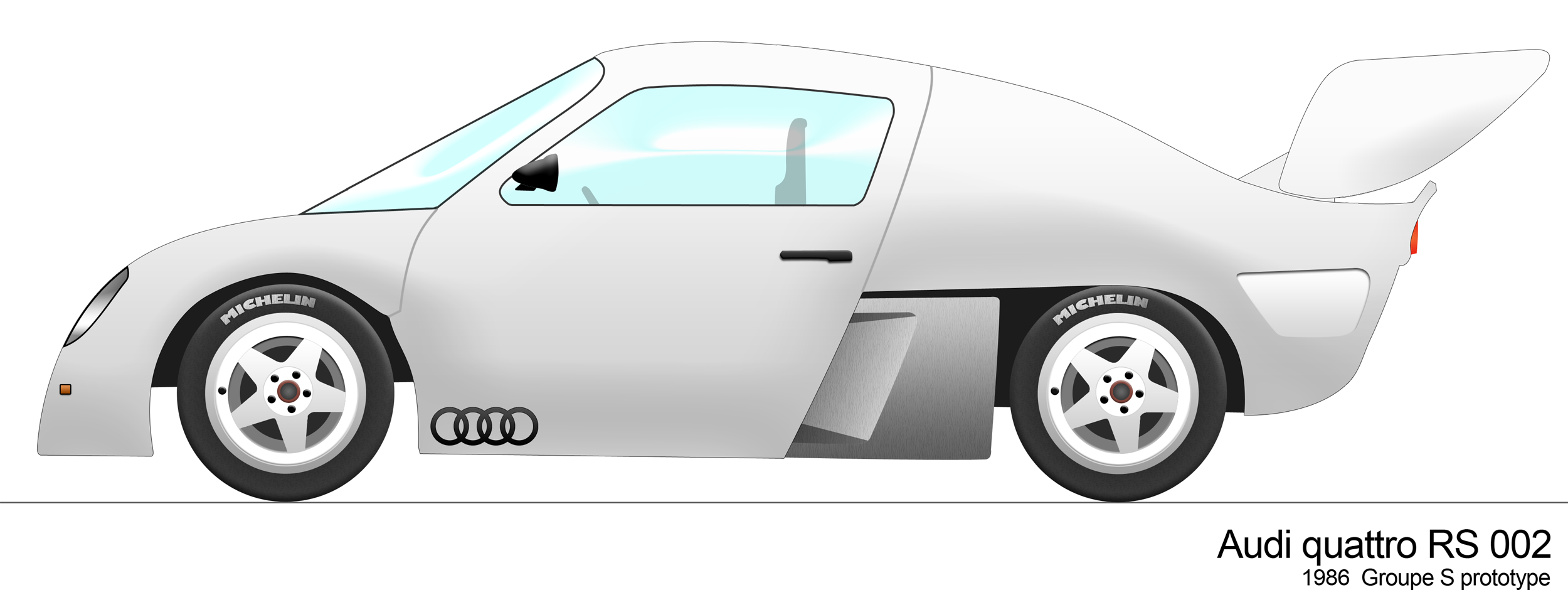
Audi Sport quattro RS 002

Sviluppata nel 1986, ancora oggi non si capisce bene se questa quattro da rally sia una Gruppo B o una Gruppo S. Venne usata per dei test e si ipotizza che fosse l'esemplare-prova di Audi per sviluppare la Sport quattro RS 002. Si riconosce facilmente per i fari quadrati simili alla quattro coupé di serie e per il passo molto corto. Come accennato in precedenza, probabilmente questa macchina era soltanto un prototipo per sviluppare e provare le nuove tecnologie.

#### RS 002
Nel 1986 anche Audi stava progettando la vettura che avrebbe corso nella stagione 1987: si chiamava Sport quattro RS 002 e sarebbe stata inserita nella categoria delle Gruppo S. Questa vettura aveva degli elementi estetici e soluzioni tecniche ispirate alle vetture del Gruppo C a Le Mans: la carrozzeria realizzata completamente in carbonio, effetto suolo, grande ala posteriore con funzione aerodinamica e motore sovralimentato da 2,1 litri 6 cilindri in linea montato in posizione centrale. La trazione era integrale e, grazie ai nuovi materiali usati, Audi aveva risolto il problema del peso. Dopo due brevi test in Austria e in Germania, il Gruppo B venne abolito e la Sport quattro RS 002 non fu più utilizzata.

### Mazda RX-7S

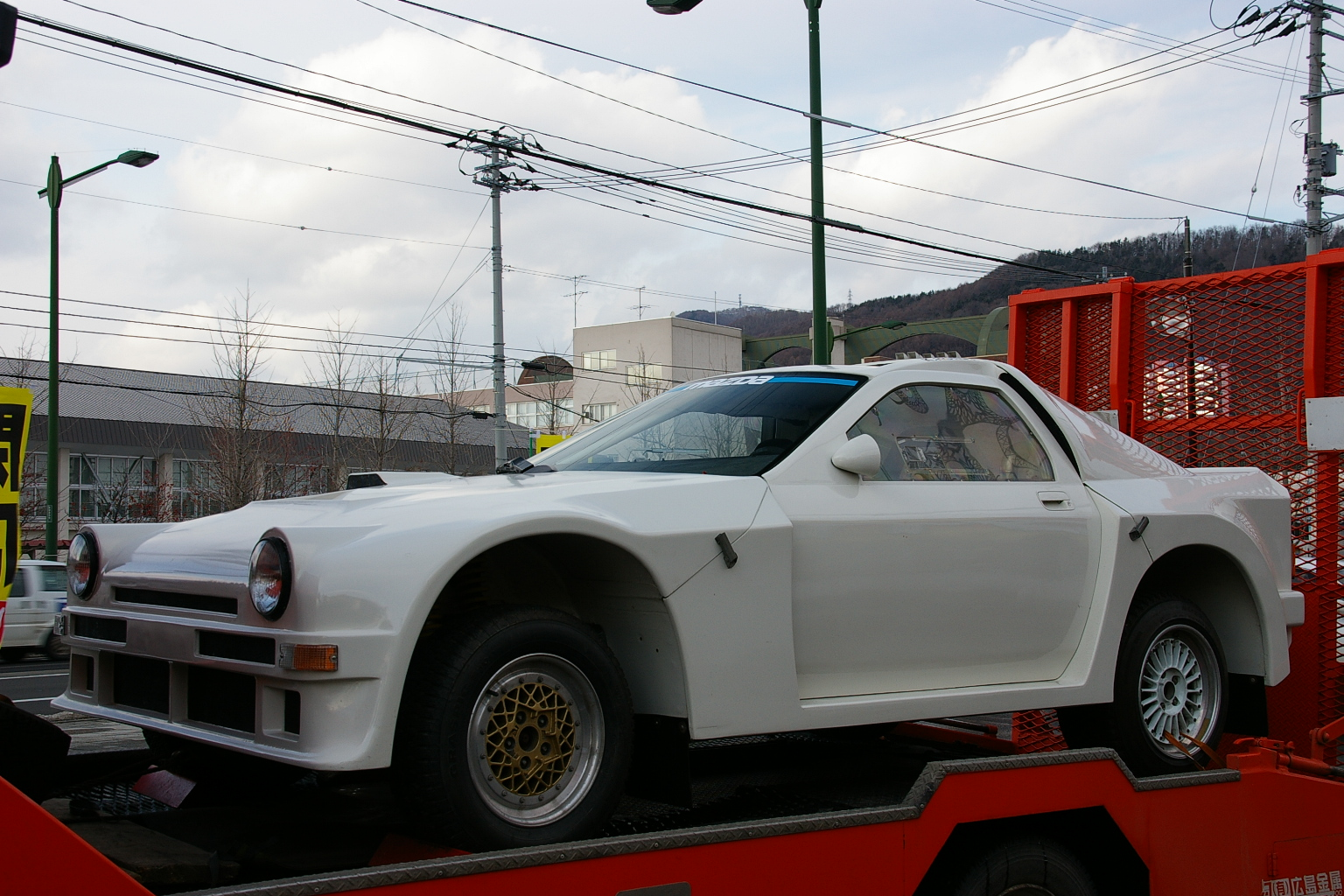
Mazda RX-7S

La Mazda tra il 1985 e il 1986 progettò e sviluppò una vettura appartenente ai regolamenti del Gruppo S per farla debuttare nella stagione 1988. La vettura era caratterizzata da un motore Wankel.
 Con la soppressione di ambedue i gruppi, la vettura non venne mai utilizzata in nessuna competizione ufficiale, rimanendo allo stato prototipale.

### Lada Samara Eva
Con l'annunciato arrivo delle Gruppo S molte case s'interessarono ai rally, e così fece anche la Lada che per la stagione 1987 aveva già progettato e testato la Samara Eva Gruppo S. La Samara Eva è forse l'unica auto di Gruppo S a non adottare la trazione integrale; infatti il motore 4 cilindri in linea 1.8 litri turbo era spinto da una trazione posteriore che forse la avvantaggiava la guida sull'asfalto rispetto a quella sullo sterrato. L'auto della casa russa erogava 300 CV ma alla fine con l'abolizione del Gruppo B la Samara Eva non venne mai utilizzata per gareggiare.

### SEAT Ibiza Marathon
Anche la SEAT, come la Lada, stava progettando una auto da rally appartenente al Gruppo S. Di questa auto però si sa ben poco a parte che avrebbe dovuto correre dopo il 1987; la Ibiza Marathon non è mai stata presentata anche se la SEAT ne aveva già annunciato il suo arrivo, poi con l'esclusione del Gruppo B la casa spagnola abbandonò il progetto e di questa macchina non si seppe più nulla.

### Opel/Vauxhall Astra 4S

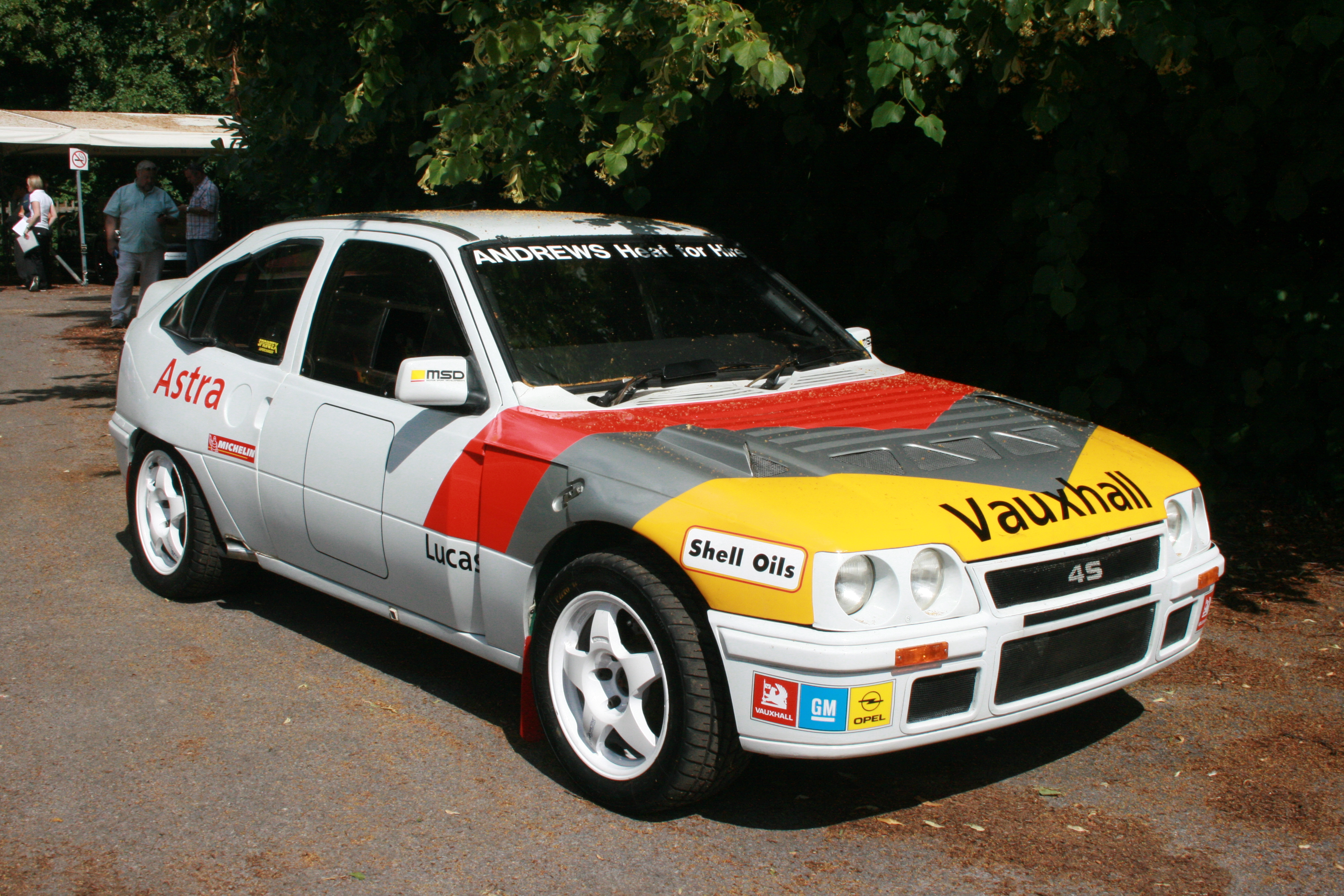
Vauxhall Astra 4S

Questa Opel del Gruppo S fu l'erede della Kadett 400 Gruppo B. Nel tentativo di portarsi ai livelli delle altre case, la Opel decise di sviluppare un'auto con la trazione integrale. Uscirono 400 esemplari (marchiati sia Opel che Vauxhall) che disponevano di un motore da 322 CV. Il progetto della Astra 4S fu iniziato già nel 1985, in modo che per la stagione 1987 sarebbe stato pronto a gareggiare. In seguito con le nuove regole applicate dalla FISA la 4S non partecipò mai ad una gara del mondiale.

### Škoda 160 RS MTX

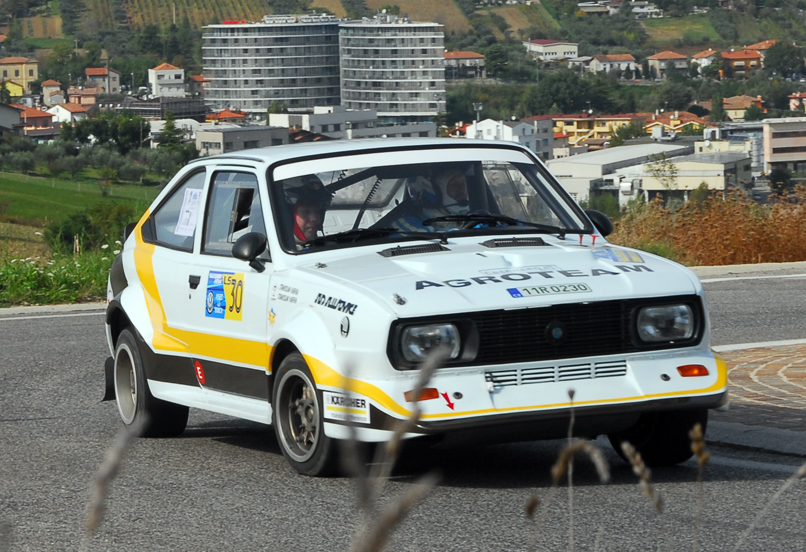
Skoda 160

Già da tempo la Škoda stava pensando di correre nel mondiale rally, così, nel 1983, l'anno dopo all'arrivo del Gruppo B, il costruttore ceco iniziò il progetto della Škoda 160 RS MTX. Inizialmente fu ideata per il Gruppo B, ma quando si seppe che dal 1987 sarebbe nato il Gruppo S la casa cecoslovacca iscrisse la 160 RS MTX per questa categoria. Il motore di questa auto era un 1.6 litri con 2 carburatori che le permetteva di erogare 170 CV. Inoltre pesava poco meno di 1000 kg e questo le consentiva di raggiungere una velocità massima superiore a 200 km/h. Dopo essere stata testata, la FISA annuncia l'abolizione del Gruppo B e la Škoda 160 RS MTX non debutterà mai al mondiale.

### Peugeot Quasar

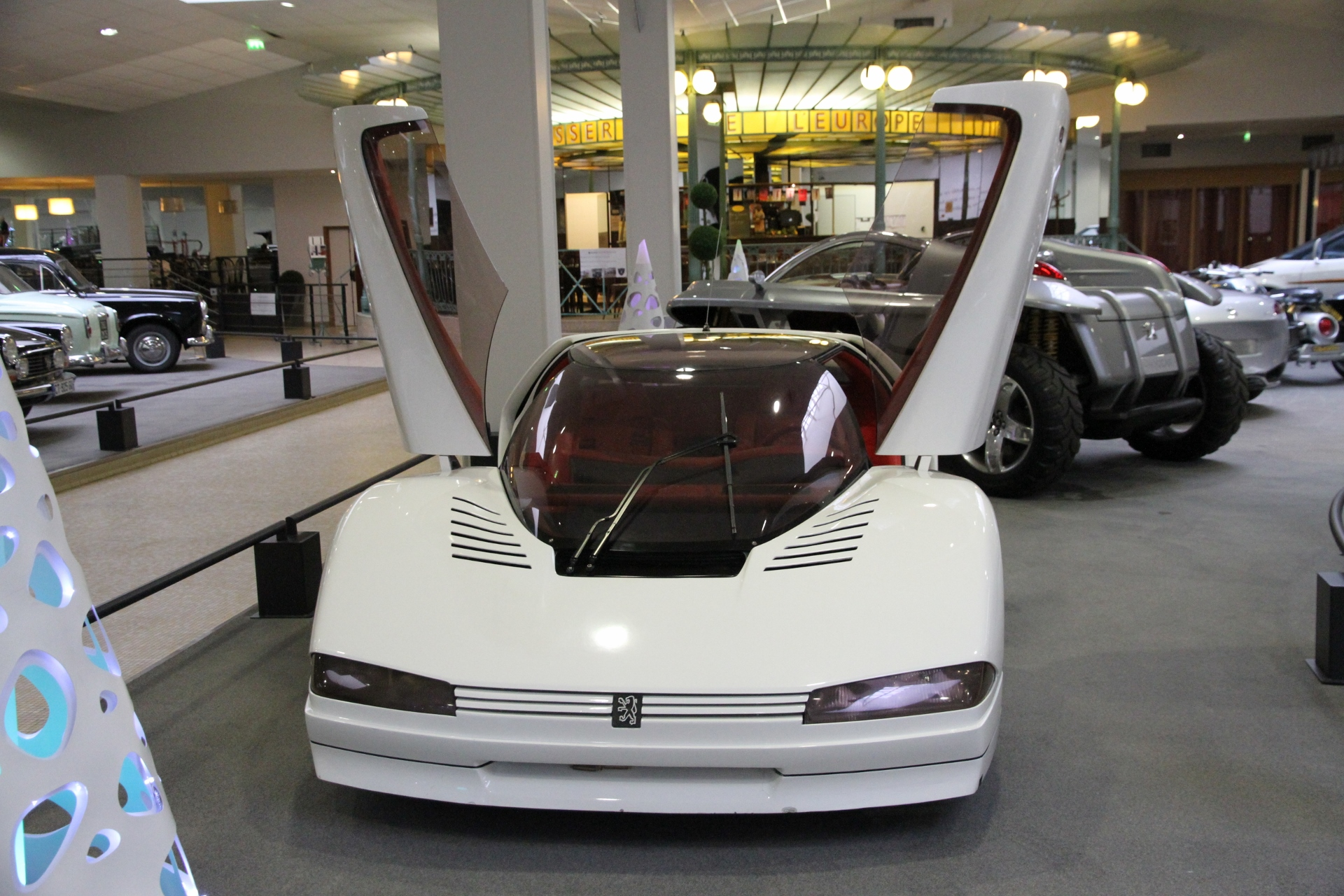
Peugeot Quasar

Questa concept Peugeot nacque nel 1984 con l'obbiettivo di realizzare una vettura che la stagione 1987 e gli anni successivi. Montava un motore 4 cilindri in linea twin-turbo posteriore che erogava 600 CV. Nel 1986 era sicuro che la 205 Turbo 16 EVO2 avrebbe ancora corso. Alla fine le nuove regole abolirono il Gruppo B, il progetto della Quasar venne abbandonata e rimase allo stadio prototipale, mentre la casa francese si ritirò dai rally.